# James Lindsay
James Lindsay (26 de fevereiro de 1869 – 9 de junho de 1928) foi um ator britânico da era do cinema mudo.

## Filmografia selecionada
- The Lyons Mail (1916)
- Her Greatest Performance (1916)
- Dr. Wake's Patient (1916)
- A Fortune at Stake (1918)
- The Admirable Crichton (1918)
- A Member of Tattersall's (1919)
- Damaged Goods (1919)
- Mrs. Thompson (1919)
- Aunt Rachel (1920)
- Nance (1920)
- For Her Father's Sake (1921)
- All Sorts and Conditions of Men (1921)
- The Bachelor's Club (1921)
- What Price Loving Cup? (1923)
- Rogues of the Turf (1923)
- M'Lord of the White Road (1923)
- Afterglow (1923)
- The Temptation of Carlton Earle (1923)